# Bapate
Bapate est un petit village faisant partie de la communauté de Pandiénou-Bapate-Pambal dans l’arrondissement de Pambal dans la région de Thiès, tout près de Tivaouane, au Sénégal.